# Joanna Russ
Joanna Russ (geboren am 22. Februar 1937 in New York City; gestorben am 29. April 2011 in Tucson, Arizona) war eine US-amerikanische Schriftstellerin, bekannt vor allem als Autorin feministisch orientierter Science-Fiction und Fantasy. Als wichtigste Romane gelten ihr Debütroman Picnic on Paradise (1968, deutsch als Alyx) und The Female Man (1975, deutsch als Planet der Frauen).

## Leben
Russ war die Tochter des Hochschullehrers Evarett I. Russ und der Lehrerin Bertha Russ, geborene Zinner. Sie wuchs in der Bronx auf und studierte nach ihrer Schulzeit an der Cornell University, wo sie 1967 mit dem Bachelor abschloss. 1963 hatte sie Albert Amateau geheiratet, 1967 wurde die Ehe geschieden. Nach dem Studium war sie zunächst Englischdozentin an der Cornell University und erwarb 1970 an der Yale Drama School den MFA. Danach unterrichtete sie an der State University of New York in Binghamton, an der University of Colorado in Boulder und ab 1977 an der University of Washington, wo sie eine Professur erhielt und bis zu ihrer Emeritierung 1990 blieb.
Ihre erste Veröffentlichung war die Kurzgeschichte Nor Custom Stale, die im September 1959 im Magazine of Fantasy and Science Fiction erschien. 1968 erschien ihr Romanerstling Picnic on Paradise mit der Hauptfigur Alyx, ursprünglich eine Phönizierin, die sich durch Zeitreise in die fremdartige Umgebung eines nicht ungefährlichen Erholungsplaneten versetzt sieht. Zusammen mit einigen Kurzgeschichten mit der Protagonistin Alyx bildet der Roman einen Zyklus um eine selbstbestimmte Heldin, die in der Art der Darstellung sich stark von dem abhebt, was weiblichen Figuren in jener Zeit zugestanden wurde. John Clute würdigte die Bedeutung folgendermaßen:

„Much of the initial impact of the sequence lies in its use of Alyx in situations where she acts as a fully responsible agent, vigorously engaged in the circumstances surrounding her, but without any finger-pointing on the author’s part to the effect that one should only pretend not to notice that she is not a man. The liberating effect of the Alyx/Trans Temp tales has been pervasive, and the ease with which later writers now use active female protagonists in adventure roles, without having to argue the case, owes much to this example, which itself may show the influence of C L Moore’s Science-Fantasy Jirel of Joiry (see Temporal Adventuress; Women in SF).“

„Die ursprüngliche Wirkung der Reihe beruht darauf, dass Alyx als verantwortungsvoll und engagiert sich mit den Umständen auseinandersetzend gezeigt wird, ohne dass die Autorin besonders darauf hinwiese dahingehend, man solle nun mal so tun als bemerke man nicht, dass Alyx eine Frau ist. Die durch die Alyx/TransTemp-Erzählungen bewirkte Befreiung zeigte durchdringende Wirkung in der SF und die Selbstverständlichkeit, mit der heutige Autoren weibliche Protagonisten in abenteuerliche Situationen stellen, ohne das besonders begründen zu müssen, verdankt viel diesem Beispiel, das selbst wiederum den Einfluss von C. L. Moores Science-Fantasy Jirel von Joiry zeigt.“

Die Erzählungen des Zyklus erschienen 1976 gesammelt als The Adventures of Alyx.
Russ bekanntestes Werk ist der Roman The Female Man (deutsch Planet der Frauen). In der komplexen Erzählung erscheinen vier Frauen in verschiedenen Welten: 
- Jeannine Dadier lebt in einer alternativen Zeitspur, in welcher der Zweite Weltkrieg nicht stattfand.
- Janet Evason lebt auf Whileaway, einem Planet der Frauen, auf dem die Männer vor Jahrhunderten durch eine Seuche dahingerafft worden sind.
- Jael lebt in einer Zukunft, in der ein Geschlechterkrieg tobt.
- Joanna lebt in einer Welt, die von unserer kaum zu unterscheiden ist.

Die vier Welten bzw. vier Protagonistinnen sind aber nicht isoliert, sondern stellen Beziehungen zueinander her: so stellt Janet einen Kontakt zu den Welten von Jeannine und Joanna her, während Jael die Alternativwelten bereist, um für ihren Geschlechterkrieg zu rekrutieren. Die vier J.s erscheinen als Ausprägungen einer Person oder einer personalen Struktur, unterschieden nur durch unterschiedliche Umgebungen und Existenzbedingungen. Clute datiert mit dem Erscheinen von The Female Man die Reife der feministischen Science-Fiction.
Bedeutend war Russ auch als Literaturhistorikerin und -kritikerin. So war ihre Essaysammlung To Write Like a Woman: Essays in Feminism and Science Fiction 1996 für den Hugo und den Locus Award nominiert. Bei den Locus Awards war Russ dreimal – 1974, 1975 und 1976 – als beste Kritikerin nominiert und The Country You Have Never Seen kam 2008 auf den dritten Platz. Auch die Buchkritiken, die sie von 1967 bis 1980 gelegentlich für das Magazine of Fantasy and Science Fiction schrieb, fanden Beachtung.
Russ lebte offen lesbisch. 2002 wurde sie für The Female Man mit dem Gaylactic Spectrum Award der LGBT-Community im SF-Fandom ausgezeichnet. 
Schon seit den 1980er Jahren hatte Russ unter chronischen Rückenschmerzen und Erschöpfungszuständen gelitten, die ihre schriftstellerische Arbeit beeinträchtigten. Nach ihrer Emeritierung zog sie nach Tucson, wo sie 2011 im Alter von 74 Jahren in einem Hospiz gestorben ist.

## Auszeichnungen und Ehrungen
- 1973: Nebula Award für die Kurzgeschichte When It Changed
- 1983: Hugo Award, Locus Award und Science Fiction Chronicle Readers Poll für die Erzählung Souls
- 1988: Pilgrim Award für das Lebenswerk
- 1996: James Tiptree, Jr. Award für The Female Man (retrospective Tiptree)
- 1996: James Tiptree, Jr. Award für When It Changed (retrospective Tiptree)
- 2002: Gaylactic Spectrum Award für The Female Man
- 2013: Science Fiction and Fantasy Hall of Fame postum für das Lebenswerk
- 2015: Solstice Award postum für das Lebenswerk

## Bibliografie
Romane
- Picnic on Paradise. Ace Books, 1968, OCLC 1549986.
  - Alyx. Übersetzt von Thomas Ziegler. Knaur Science Fiction & Fantasy #5757, 1983, ISBN 3-426-05757-3.
- And Chaos Died. Ace Books, 1970, OCLC 182249.
  - Und das Chaos starb. Übersetzt von Leni Sobez. Bastei Lübbe Science-Fiction Taschenbuch #21059, 1974, ISBN 3-404-04955-1.
- The Female Man. Bantam Books, 1975, OCLC 17828558.
  - Planet der Frauen. Übersetzt von Werner Fuchs. Knaur Science Fiction & Fantasy #709, 1979, ISBN 3-426-00709-6.
  - Eine Weile entfernt. Übersetzt von Hiltrud Bontrup. Argument (Ariadne Social Fantasies #2059), 2000, ISBN 3-88619-959-2.
- We Who Are About To … Dell, 1977, ISBN 0-440-19428-8.
  - Wir, die wir geweiht sind … Übersetzt von Alexandra Bartoszko. Medea, 1984, ISBN 3-922764-18-5.
- The Two of Them. Berkley/Putnam, 1978, ISBN 0-399-12149-8.
  - Die Frauenstehlerin. Übersetzt von Alexandra Bartoszko. Medea, 1982, ISBN 3-922764-04-5. (auch als: Zwei von ihnen. Übersetzt von Alexandra Bartoszko. Heyne Science-Fiction & Fantasy #4696, 1990, ISBN 3-453-04278-6.)
- Kittatinny: A Tale of Magic. Daughters Publishing, 1978, ISBN 0-913780-24-3. (Kinderbuch)
  - Die wunderbare Geschichte von Kittatinny. In: Peter Wilfert (Hrsg.): Goldmann Fantasy Foliant III. Übersetzt von  Rose Aichele, Mechtild Sandberg und Tony Westermayr. Goldmann Fantasy #23844, 1985, ISBN 3-442-23844-7.
- On Strike Against God. Out & Out Books, 1980, ISBN 0-918314-13-5.
  - Aufstand gegen Gott. Übersetzt von Alexandra Bartoszko. Medea, 1983, ISBN 3-922764-11-8.

Kurzgeschichtensammlungen
- Alyx. Gregg Press, 1976, ISBN 0-8398-2337-1. (einschließlich Picnic on Paradise, auch: The Adventures of Alyx, 1983)
- The Zanzibar Cat. Arkham House, 1983, ISBN 0-87054-097-1.
- Extra(ordinary) People. St. Martin's Press, 1984, ISBN 0-312-27806-3.
- The Hidden Side of the Moon. St. Martin's Press, 1988, ISBN 0-312-01105-9.

Kurzgeschichten
- Innocence (1955)
- Nor Custom Stale (1959)
- My Dear Emily (1962)
  - Deutsch: Liebste Emily. In: Terry Carr, Martin Harry Greenberg (Hrsg.): Traumreich der Magie: Höhepunkte der modernen Fantasy. Heyne (Heyne Science Fiction & Fantasy #4254), 1985, ISBN 3-453-31262-7.
- There Is Another Shore, You Know, Upon the Other Side (1963)
  - Deutsch: Woher kommst du? In: Charlotte Winheller (Hrsg.): Die Überlebenden. Heyne Allgemeine Reihe #272, 1964. Sowie in: Kurt Brand: Agenten der Vernichtung, Perry Rhodan Nr. 142, Moewig, München. 1964.
- “I Had Vacantly Crumpled It into My Pocket … But By God, Eliot, It Was a Photograph from Life!” (1964)
- Wilderness Year (1964)
  - Deutsch: Das Bewährungsjahr. In: Wulf H. Bergner (Hrsg.): Welt der Zukunft. Heyne (Heyne Science Fiction & Fantasy #3305), 1972.
- Life in a Furniture Store (1965)
- Come Closer (1965)
- This Night, at My Fire (1966)
- The New Men (1966)
- Mr. Wilde’s Second Chance (1966)
- Visiting (1967)
- I Gave Her Sack and Sherry (1967)
- Variant: I Thought She Was Afeard Till She Stroked My Beard (1967)
  - Deutsch: Ich gab ihr Wein und Wermut. In: Damon Knight (Hrsg.): Damon Knight's Collection 3. Fischer Taschenbuch (Fischer Orbit #5), 1972, ISBN 3-436-01499-0.
- The Adventuress (1967)
- Variant: Bluestocking (1967)
  - Deutsch: Die Abenteuerin. In: Damon Knight (Hrsg.): Damon Knight's Collection 3. Fischer Taschenbuch (Fischer Orbit #5), 1972, ISBN 3-436-01499-0.
- The Barbarian (1968)
- This Afternoon (1968)
- The Throaways (1969)
- A Short and Happy Life (1969)
  - Deutsch: Der Barometer-Test. In: Wulf Bergner (Hrsg.): Das Schiff der Schatten. Heyne (Heyne Science Fiction & Fantasy #3219), 1970.
- The Man Who Could Not See Devils (1970)
- Visiting Day (1970)
- Window Dressing (1970)
- Initiation (1970)
- The Second Inquisition (1970)
  - Deutsch: Die zweite Inquisition. In: Damon Knight (Hrsg.): Damon Knight's Collection 7. Fischer Taschenbuch (Fischer Orbit #14), 1972, ISBN 3-436-01595-4. Auch als: Die zweite Inquisition. In: Clifford D. Simak (Hrsg.): Der Bonsai-Mensch und andere »Nebula«-Preis-Stories 3. Moewig (Playboy Science Fiction #6725), 1982, ISBN 3-8118-6725-3.
- The Precious Object (1970)
- The View from This Window (1970)
- Foul Fowl (1971)
- Gleepsite (1971)
- Poor Man, Beggar Man (1971)
  - Deutsch: Nur ein armer Bettler. In: Lloyd Biggle, jr. (Hrsg.): Gute Nachrichten aus dem Vatikan und andere »Nebula«-Preis-Stories 1. Moewig (Playboy Science Fiction #6721), 1981, ISBN 3-8118-6721-0.
- The Zanzibar Cat (1971)
- Nobody’s Home (1972)
- Useful Phrases for the Tourist (1972)
  - Deutsch: Wenn einer eine Reise tut … In: Isaac Asimov, Martin Harry Greenberg, Joseph D. Olander (Hrsg.): Feuerwerk der SF. Goldmann (Edition '84: Die positiven Utopien #8), 1984, ISBN 3-442-08408-3.
- When It Changed (1972), Übersetzungen:
  - Als es anders wurde. Übersetzt von Eva Malsch. In: Isaac Asimov (Hrsg.): Das Treffen mit Medusa und andere »Nebula«-Preis-Stories 4. Moewig (Playboy Science Fiction #6728), 1982, ISBN 3-8118-6728-8.
  - Als alles anders wurde. Übersetzt von Martin Eisele. In: René Oth (Hrsg.): Als alles anders wurde. Luchterhand (Sammlung Luchterhand #530), 1985, ISBN 3-472-61530-3.
  - Veränderung. Übersetzt von Andreas Brandhorst. In: Josh Pachter (Hrsg.): Top Science Fiction: Dritter Teil. Heyne (Heyne Science Fiction & Fantasy #4654), 1990, ISBN 3-453-03918-1.
  - Als alles anders wurde. Übersetzt von Kurt Bracharz. In: James Gunn (Hrsg.): Von Ellison bis Haldeman. Heyne (Bibliothek der Science Fiction Literatur #96), 1991, ISBN 3-453-05024-X.
- The Soul of a Servant (1973)
- A Few Things I Know About Whileaway (1974)
- An Old-Fashioned Girl (1974)
  - Deutsch: Ein altmodisches Mädchen. In: Herbert W. Franke (Hrsg.): Science Fiction Story Reader 12. Heyne (Heyne Science Fiction & Fantasy #3655), 1979, ISBN 3-453-30569-8. Auch als: Ein altmodisches Mädchen. In: Barry N. Malzberg, Edward L. Ferman (Hrsg.): Brennpunkt Zukunft 3. Ullstein (Ullstein Science Fiction & Fantasy #31086), 1984, ISBN 3-548-31086-9.
- Passages (1974)
  - Deutsch: Durchgänge. In: Science-Fiction-Stories 73. Ullstein (Ullstein 2000 #146 (3515)), 1978, ISBN 3-548-03515-9.
- A Game of Vlet (1974)
- Reasonable People (1974)
- from The Female Man (1975)
- Old Thoughts, Old Presences (1975)
- The Autobiography of My Mother (1975)
- Daddy’s Girl (1975)
- Risk (1975)
- The Experimenter (1975)
- Existence (1975)
- My Boat (1976)
  - Deutsch: Mein Boot. In: Manfred Kluge (Hrsg.): Frankensteins Wiegenlied. Heyne (Heyne Science Fiction & Fantasy #3553), 1977, ISBN 3-453-30447-0.
- Corruption (1976)
- How Dorothy Kept Away the Spring (1977)
- Russalka or The Seacoast of Bohemia (1978)
- The Extraordinary Voyages of Amélie Bertrand (1979)
  - Deutsch: Die außergewöhnlichen Reisen der Amelie Bertrand. In: Manfred Kluge (Hrsg.): Insekten im Bernstein. Heyne (Heyne Science Fiction & Fantasy #3767), 1980, ISBN 3-453-30668-6.
- Dragons and Dimwits or There and Back Again: A Publishers' Holiday or Why Did I Do It? or Much Ado About Magic or Lord of the Royalties or … or … or … (1979)
- Variant: Dragons and Dimwits (1979)
- It’s Important to Believe (1980)
- Little Tales from Nature (1981)
- Souls (1982)
  - Deutsch: Seelen. In: Ronald M. Hahn (Hrsg.): Dinosaurier auf dem Broadway. Heyne (Heyne Science Fiction & Fantasy #4027), 1983, ISBN 3-453-30967-7. Auch in: Terry Carr (Hrsg.): Terry Carr präsentiert: Die schönsten Science Fiction Stories des Jahres Bd. 3. Heyne (Heyne Science Fiction & Fantasy #4165), 1985, ISBN 3-453-31123-X.
- The Mystery of the Young Gentleman (1982)
  - Deutsch: Das Geheimnis des jungen Herrn. In: Isaac Asimov, Alice Laurance (Hrsg.): Spekulationen. Heyne (Heyne Science Fiction & Fantasy #4274), 1986, ISBN 3-453-31254-6.
- Elf Hill (1982)
- The Little Dirty Girl (1982)
- What Did You Do During the Revolution, Grandma? (1983)
- Sword Blades and Poppy Seed (1983)
- Main Street: 1953 (1983)
- Everyday Depressions (1984)
- The Cliches from Outer Space (1984)
- Bodies (1984)
  - Deutsch: Körper. In: Karl Michael Armer, Michael Nagula (Hrsg.): Zärtlich war die Zukunft: Liebesgeschichten aus der Welt von morgen?. Luchterhand (Sammlung Luchterhand #822), 1989, ISBN 3-630-61822-7.
- Invasion (1996)

Sachbücher
- Speculations on the Subjunctivity of Science Fiction (1973)
- Somebody’s Trying to Kill Me and I Think It’s My Husband : The Modern Gothic (1973)
- How to Suppress Women’s Writing (1983)
- Magic Mammas, Trembling Sisters, Puritans and Perverts : Feminist Essays (1985)
- To Write Like a Woman : Essays in Feminism and Science Fiction (1996)
- What Are We Fighting For? : Sex, Race, Class, and the Future of Feminism (1997)
- The Country You Have Never Seen (2007)